# هوشتن
هوشتن (به آلمانی: Hosten) یک شهر در آلمان است که در بیتبورگ-پروم واقع شده‌است.